# Lespòdies
Lespòdies (en llatí Laespodias, en grec antic Λαισποδίας) fou un dels tres comandants atenencs que amb una força de trenta vaixells es van unir als argius per assolar la costa lacedemònia l'any 414 aC. Aquests fets van donar excusa als espartans per obrir les hostilitats quan ja Gilip havia embarcat cap a Siracusa.
El 411 aC va ser nomenat un dels tres ambaixadors enviats pel govern atenenc dels Quatre-cents a tractar amb Esparta. Quan el seu vaixell anomenat Paralos, es trobava fora d'Argos, la tripulació es va amotinar i es va unir a la flota atenenca revoltada a Samos. Lespòdies va ser entregat als argius que el van mantenir en custodia.
Aristòfanes, evidentment indignat per l'elecció de Lespòdies com a general, el retrata a la seva comèdia Els ocells com algú que ha d'intentar ocultar un defecte físic amb la seva indumentària. Sembla que tenia un defecte al peu.